# Eudonia cymatias
Eudonia cymatias là một loài bướm đêm trong họ Crambidae.